# Monokultur
Als Monokultur (von altgriechisch μόνος monos, deutsch ‚allein‘ und lateinisch cultura ‚Anbau, Pflege‘) werden landwirtschaftliche, gartenbauliche oder forstwirtschaftliche Flächen bezeichnet, auf denen ausschließlich eine einzige Nutzpflanzenart über mehrere Jahre hintereinander angepflanzt wird (siehe auch Einfeldwirtschaft).
Wenn auf einem Feld in einer Anbauperiode ausschließlich Nutzpflanzen einer Art angepflanzt werden, handelt es sich um eine Reinkultur, nicht um eine Monokultur.

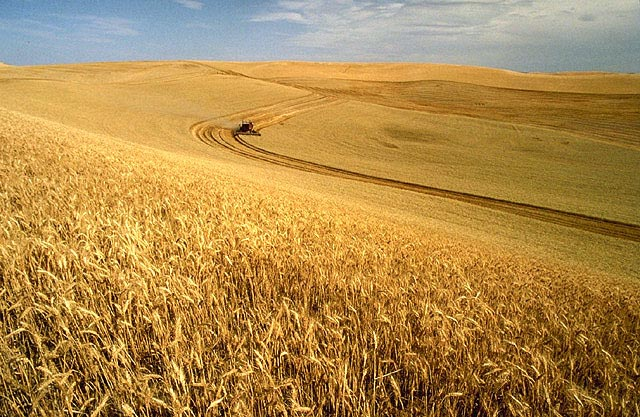
Weizenanbau in den USA

Alternative Bewirtschaftungsarten sind Mischkultur und Fruchtfolge. Diese haben sich, im Vergleich zu Monokulturen als ökologisch vorteilhafter erwiesen, da sie eine höhere Biodiversität an Tieren und Pflanzen ermöglichen. Mittlerweile legen zahlreiche Studien nah, dass die negativen Auswirkungen von Monokulturen überwiegen und plädieren daher für einen Paradigmenwechsel in der Landwirtschaft.

## Positive und negative Auswirkungen

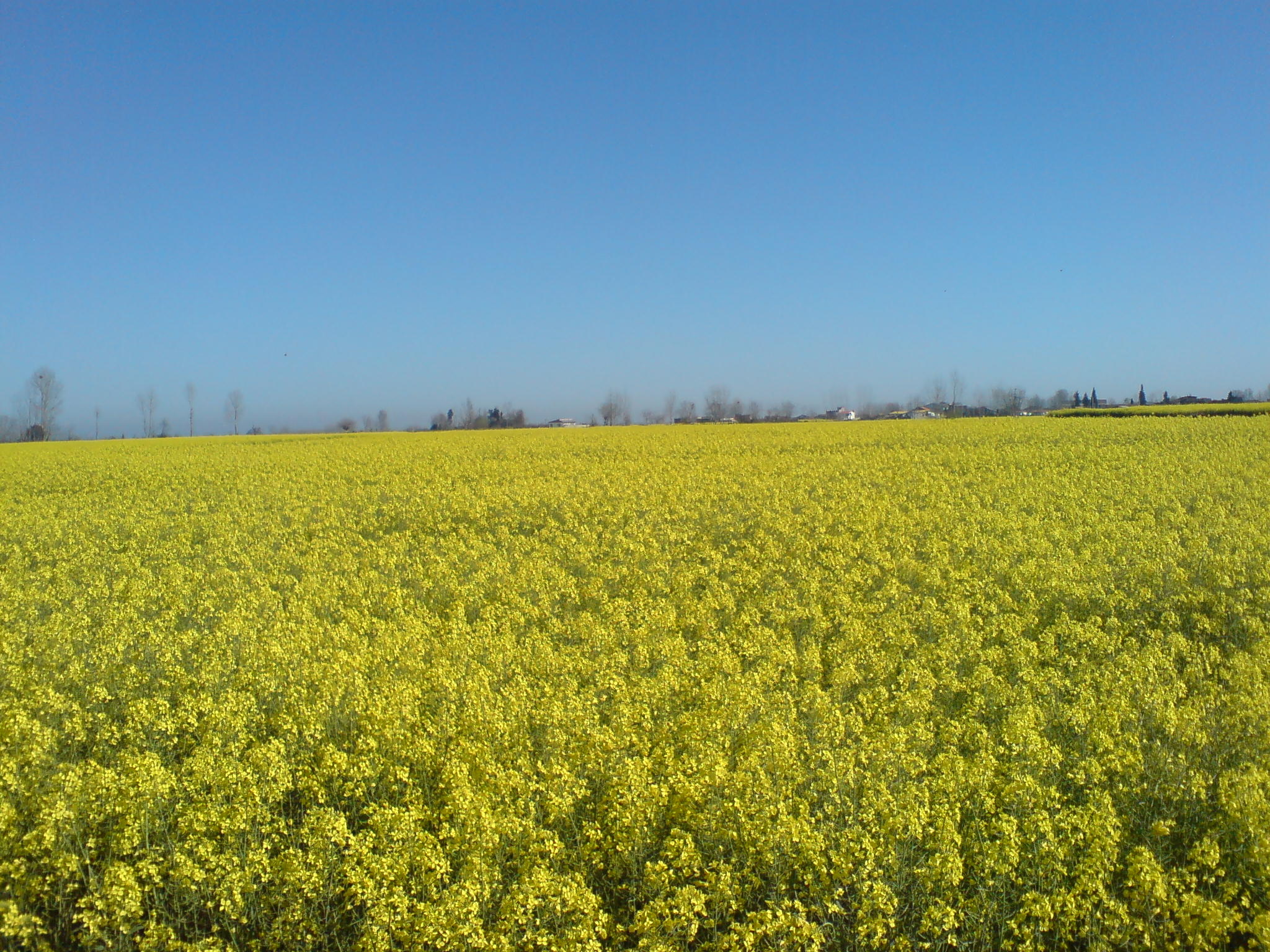
Große Rapsfelder gehen mit einer geringeren Insektenvielfalt einher

Insbesondere in den Industriestaaten sind Monokulturen weit verbreitet, da sie sich einfacher bewirtschaften lassen und für den Einsatz großer Erntemaschinen geeignet sind.
Die Verfügbarkeit von Pflanzenschutzmitteln wie Glyphosat, sowie der Einsatz von speziell gezüchteten Pflanzen, wie Sojabohne, die gegen bestimmte Schädlinge resistent sind, haben ebenfalls zur Ausbreitung von Monokulturen in der Landwirtschaft beigetragen.
Eine Studie der Universität Zürich kam bereits 2014 zu dem Ergebnis, dass Mischkulturen nicht nur für die Artenvielfalt von Vorteil sind, sondern dass die dort angebauten Pflanzen vitaler sind, als in Monokulturen. Da noch dazu weniger Verluste durch Schädlinge zu verzeichnen sind, können außerdem höhere Erträge erwirtschaftet werden, als in Reinkultur. Mischfelder mit zwei Nutzpflanzenarten verzeichneten Ertragssteigerungen zwischen drei und 21 Prozent, während der zeitgleiche Anbau von vier Pflanzenarten zusätzliche Erträge zwischen 13 Prozent (in Spanien) und 44 Prozent (in der Schweiz) ermöglichten.
Zudem wurde nachgewiesen, dass Insekten, die als Bestäuber fungieren, nicht nur die Pflanzen in großen Rapsfeldern, sondern auch die benachbarten Pflanzen seltener bestäuben, als Pflanzen, die auf artenreicheren Flächen zu finden sind.
Ein weiteres Problem ist die erhöhte Bodenerosion, die durch weitläufige, offene Anbauflächen ohne Wallhecken oder sonstige Bepflanzung, insbesondere auf Mais- oder Zuckerrübenfeldern stark begünstigt wird. Ohne entsprechende Bodenbedeckung leidet auch die Bodenstabilität, insbesondere beim Einsatz großer Maschinen, was ebenfalls zum Verlust wertvollen Bodens durch Wind beiträgt.
Die Anbaumethode der Monokultur bietet Landwirten jedoch Vorteile beim Einsatz von Landmaschinen bei Bodenbearbeitung Bewässerung, Düngung und Ernte, so dass sich diese Art der Bewirtschaftung, nach 1945, insbesondere in Industriestaaten weltweit ausbreitete.

## Landwirtschaft

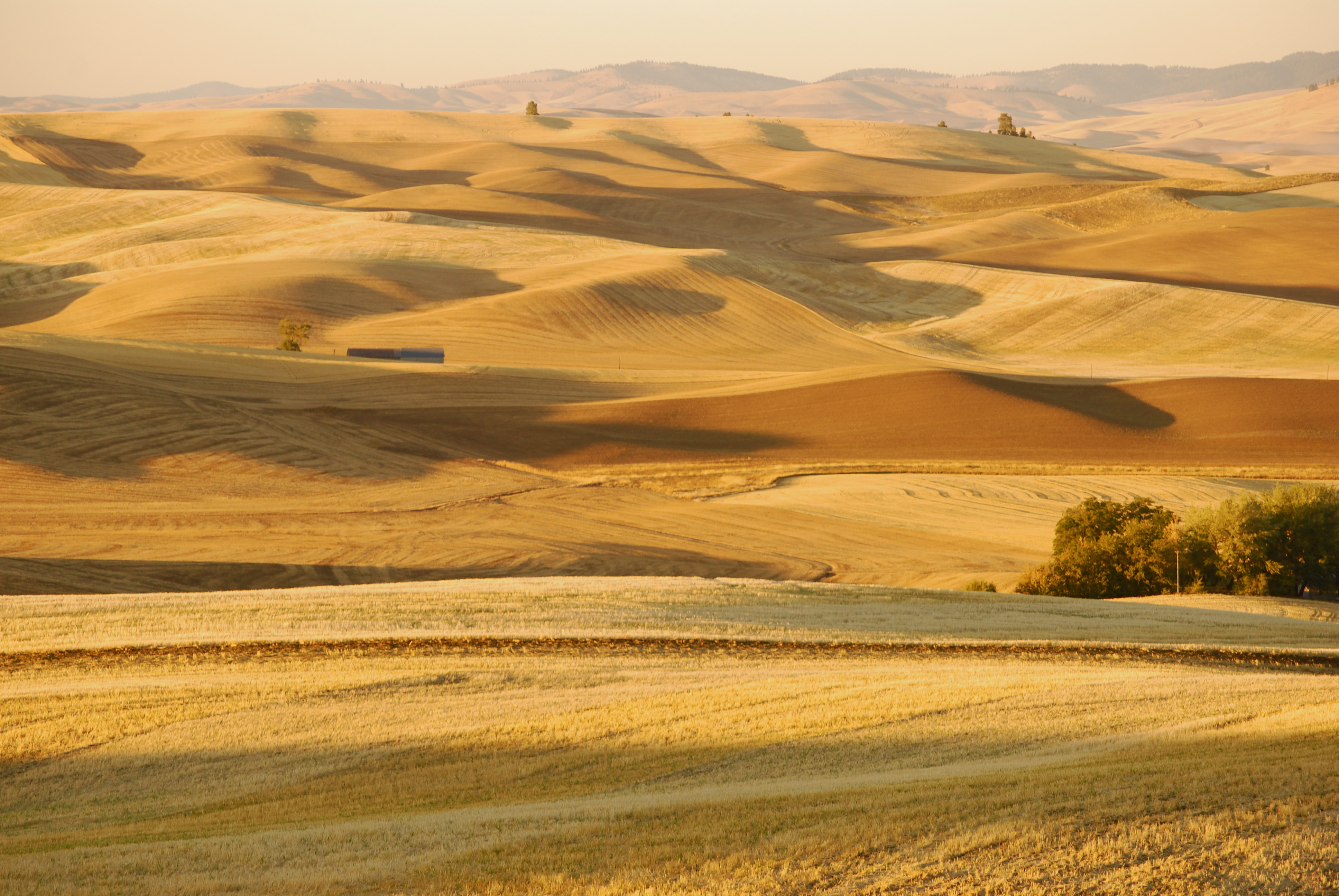
Extrem artenarme „Agrarsteppe“ in der Region Palouse (USA)

Historisch gesehen ist der Nassreisanbau in Asien die verbreitetste Form der Monokultur in der Landwirtschaft. Bis heute gibt es landwirtschaftliche Betriebe, die sich auf einige wenige Nutzpflanzenarten spezialisiert haben. Die Vorteile einer Spezialisierung, etwa die gemeinsame Nutzung derselben Maschinen durch mehrere z. B. in Genossenschaften zusammengeschlossene Landwirte und gemeinsame Vermarktungsstrukturen sind durch die resultierenden Effizienzgewinne in der Regel attraktiver. Damit ist jedoch oft eine Intensivierung verbunden, die wiederum ökologische Nachteile mit sich bringt. Landknappheit und hohe Nachfrage (z. B. auch nach Biokraftstoffen) begünstigen ebenfalls die Entstehung von Monokulturen.
Monokulturen haben Ertragsnachteile gegenüber Fruchtfolgen mit mehreren Arten. Die wiederkehrende Präsenz der Wurzeln derselben Pflanzenart fördert im Boden den Aufbau von Pathogenen. Die resultierenden Wurzelinfektionen erschweren es der Pflanze, Nährstoffe aufzunehmen und somit z. B. sich gegenüber Unkraut zu behaupten. Als Resultat kann Monokultur unter anderem zu einem verstärkten Auftreten von Pflanzenkrankheiten und Schädlingen sowie Bodenmüdigkeit und multiresistentem Beiwuchs führen. Mögliche Gegenmaßnahmen beinhalten das Pflügen sowie den Einsatz von Pestiziden und, beim Nassreisanbau, auch die Flutung. Durch eine Diversifikation der Anbausysteme könnten die Ökosystemdienstleistung gesteigert werden, was sich positiv auf die Schädlingsbekämpfung auswirkt.
Bei Plantagen (z. B. für Kaffee, Mangos etc.) handelt es sich fast immer um den Anbau mehrjähriger Pflanzen in Monokulturen.
Zu den Nachteilen dieser Anbauform gehört, beispielsweise sind beim Anbau von Kakao, dass die Böden durch Monokultur ausgelaugt werden, was dazu führt, dass die dich gepflanzten Kakaobäume krankheitsanfällig werden und mit großen Mengen an Düngemitteln und Pestiziden behandelt werden müssen, die in vielen Fällen toxische Stoffe enthalten. Nach spätestens 25 Jahren kann eine derartige Plantage nicht mehr bewirtschaftet werden, was in manchen Regionen dazu führt, dass Kleinbauern weiter ziehen und Regenwald roden, um neue Pflanzungen anzulegen. Alternativ ermöglicht die Agroforstwirtschaft die umweltfreundlichere Erwirtschaftung von Erträgen über einen längeren Zeitraum, wobei die Erntereife jedoch etwas später erreicht wird.

## Forstwirtschaft

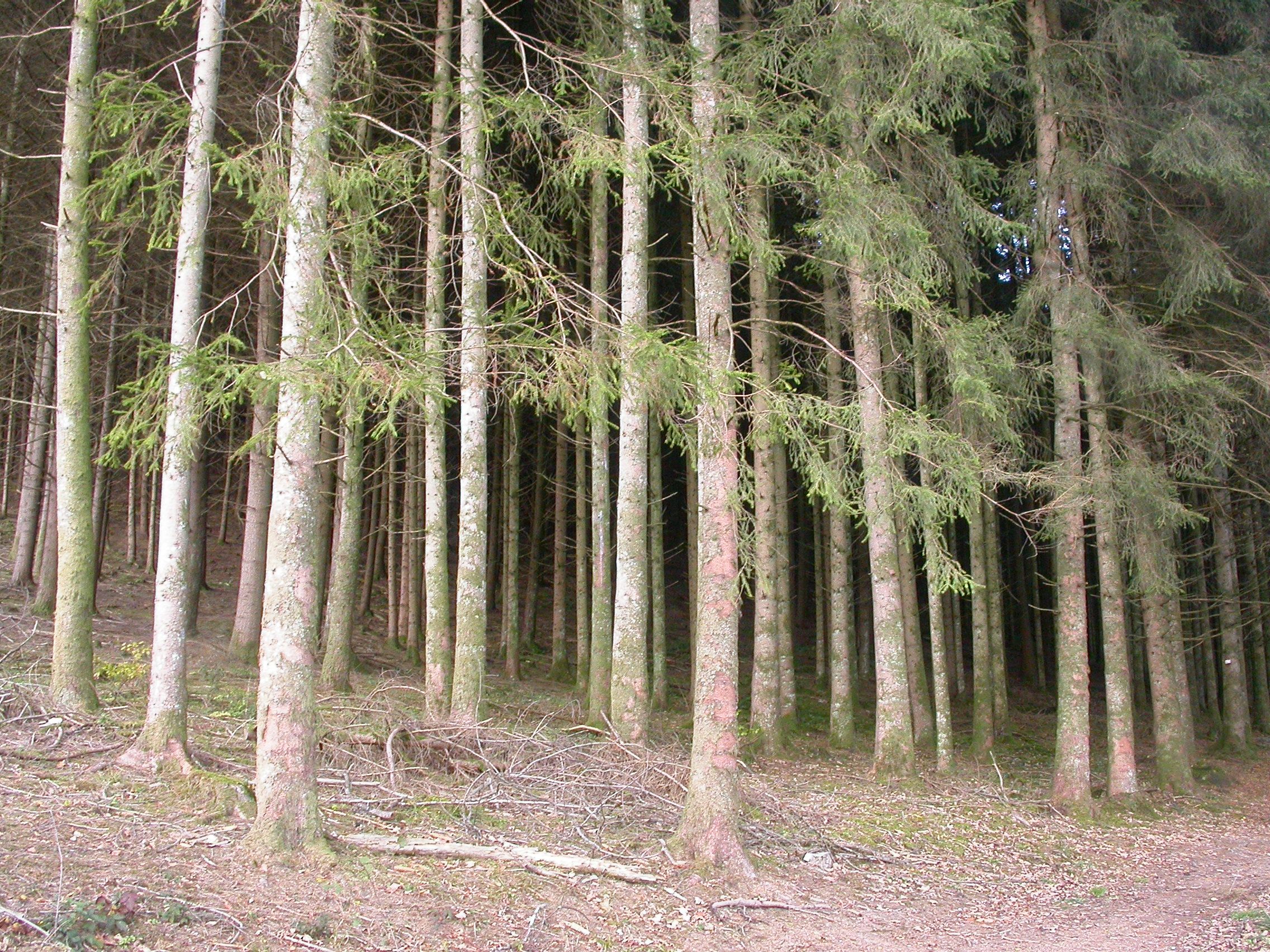
Fichten-Monokultur in der Forstwirtschaft

In der Forstwirtschaft werden zum Teil noch heute Fichten (einschließlich Klonfichten) sowie andere Nadelhölzer als Reinbestand angebaut, um die holzverarbeitende und Papierindustrie mit dem Rohstoff Holz zu beliefern. Allerdings handelt es sich bei Wald nicht um eine Monokultur, da: 1. nicht nur eine Pflanzenart dort wächst – vielmehr gibt es auf dem Boden Unterbewuchs, und 2. die Pflanzen mehr als 5 Jahre dauerhaft wachsen. Daher handelt es sich um eine Dauerkultur. Nachteile wie extremer Schädlingsbefall (z B. durch Borkenkäfer) oder hohe Windbruchanfälligkeit bewegen die Forstwirtschaft jedoch immer mehr zu nachhaltigeren Wirtschaftsformen.
Mittlerweile ist bekannt, dass eine Bewirtschaftung von Mischwäldern, insbesondere angesichts des Klimawandels Vorteile bringt, da diese resistenter gegen extreme Wetterereignisse, wie Stürme und Dürren, sind und eine höhere Artenvielfalt aufweisen.

## Einige Beispiele

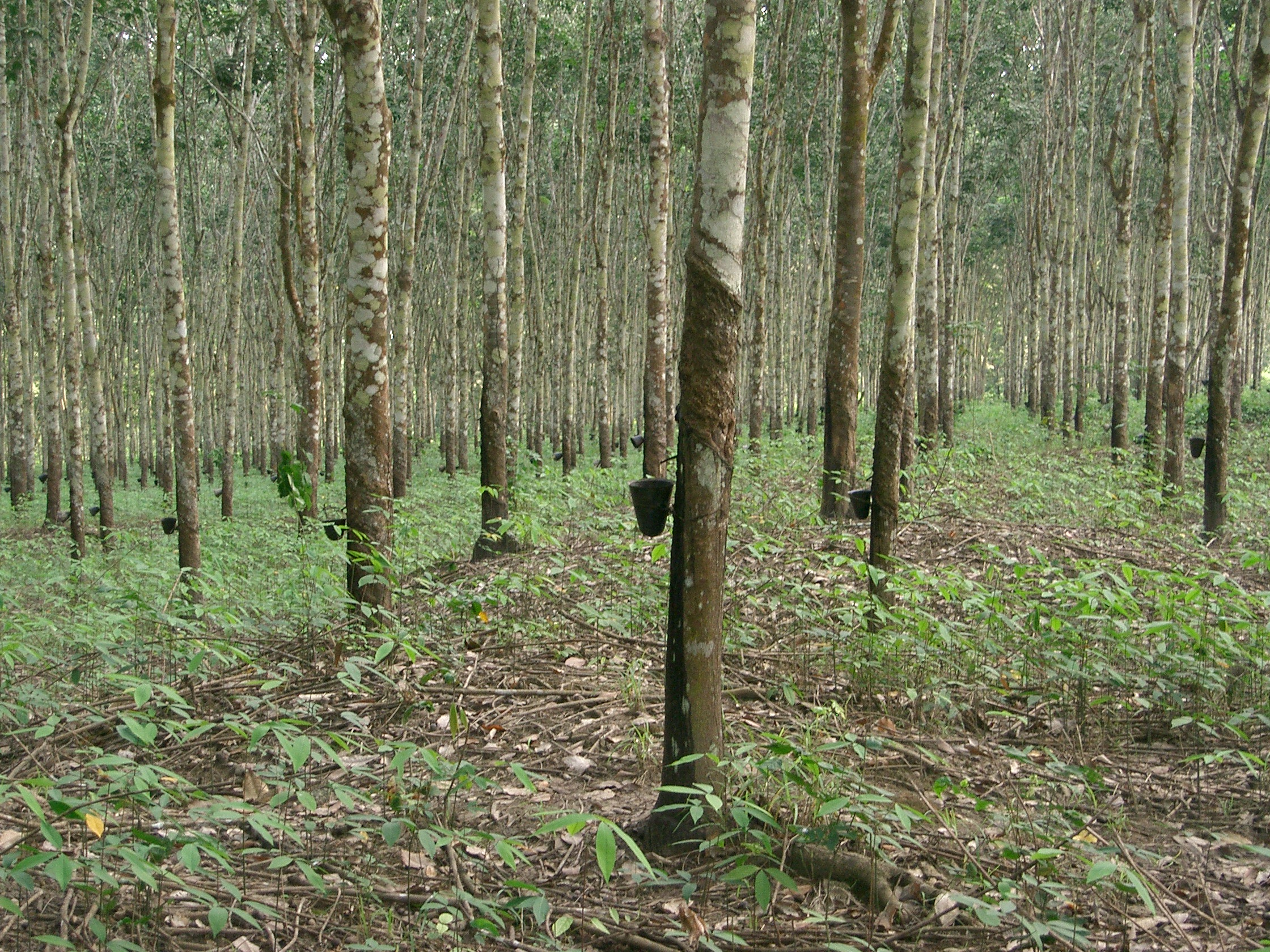
Kautschukplantage in Kamerun
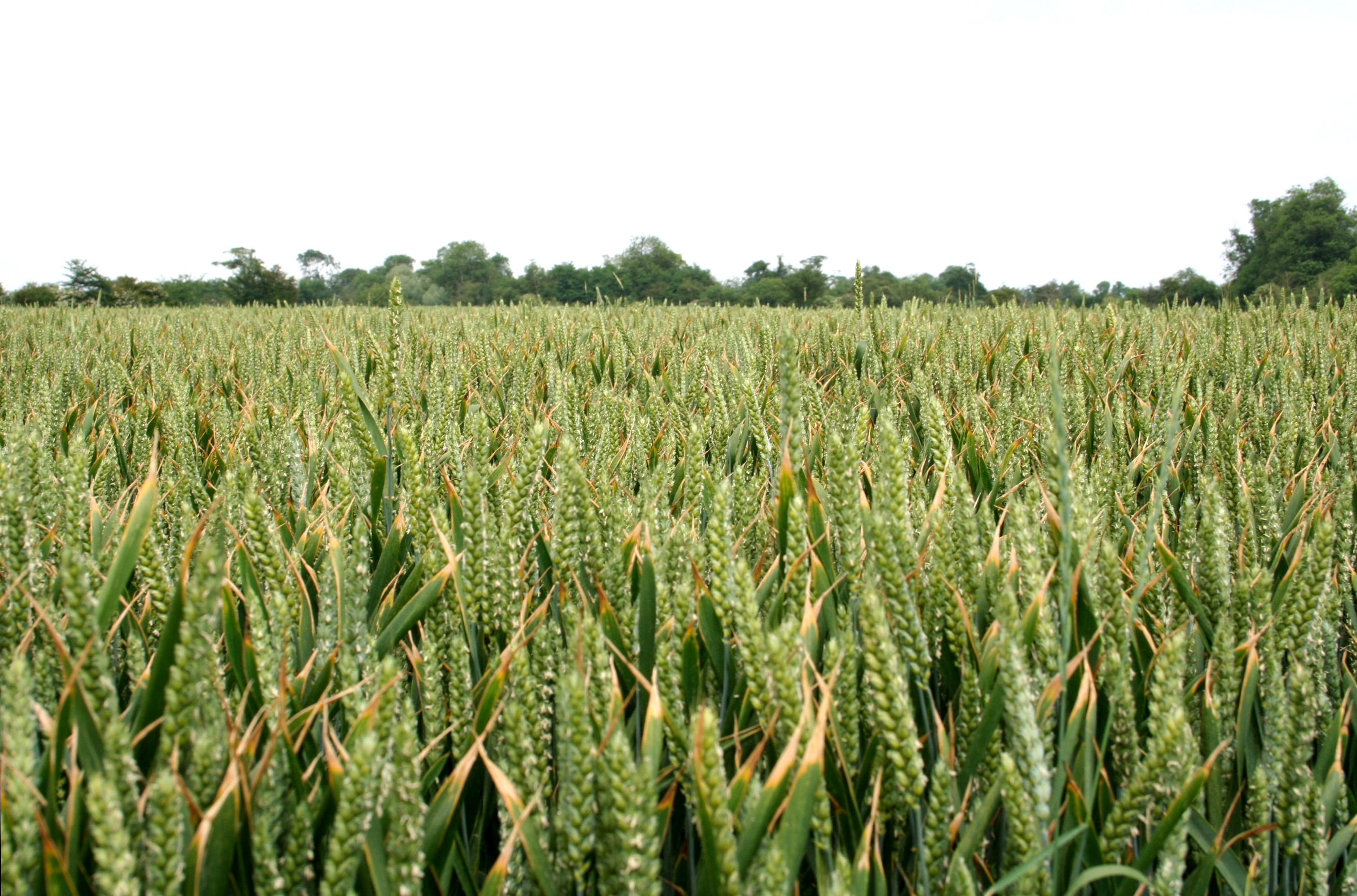
Winterweizen, in Cambridgeshire, England
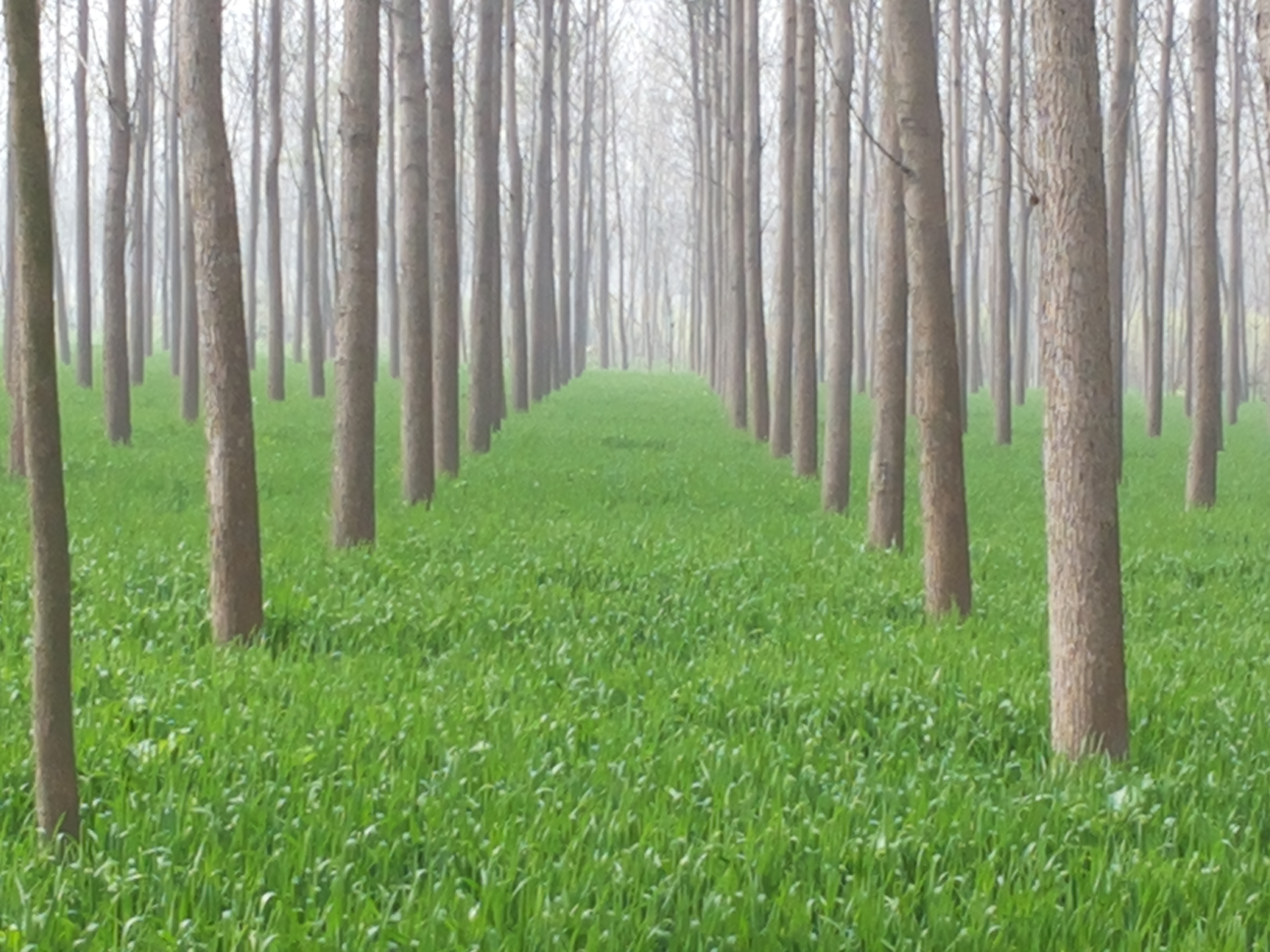
Pappeln in Saharanpur, Indien
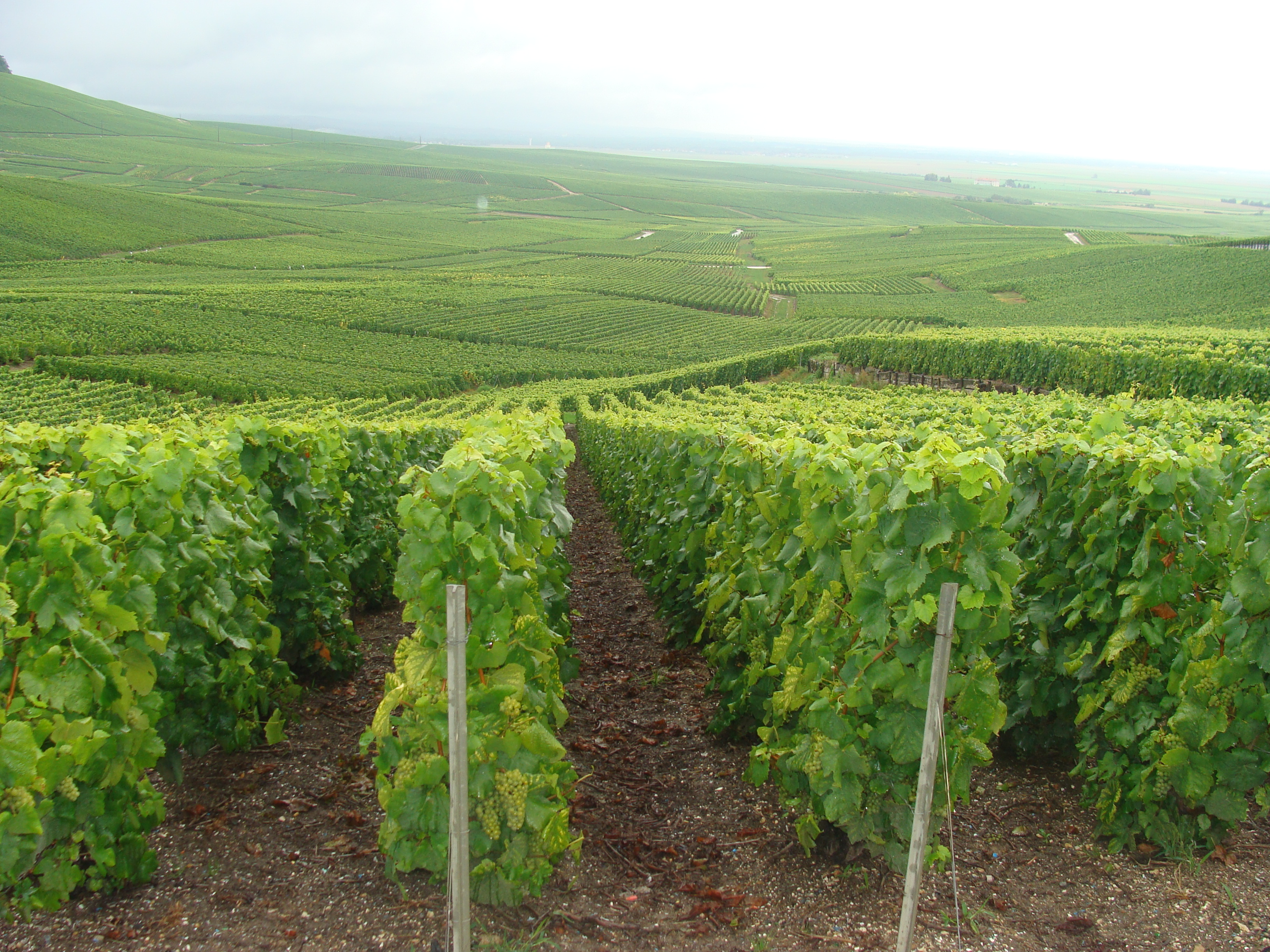
Weinanbau in Frankreich
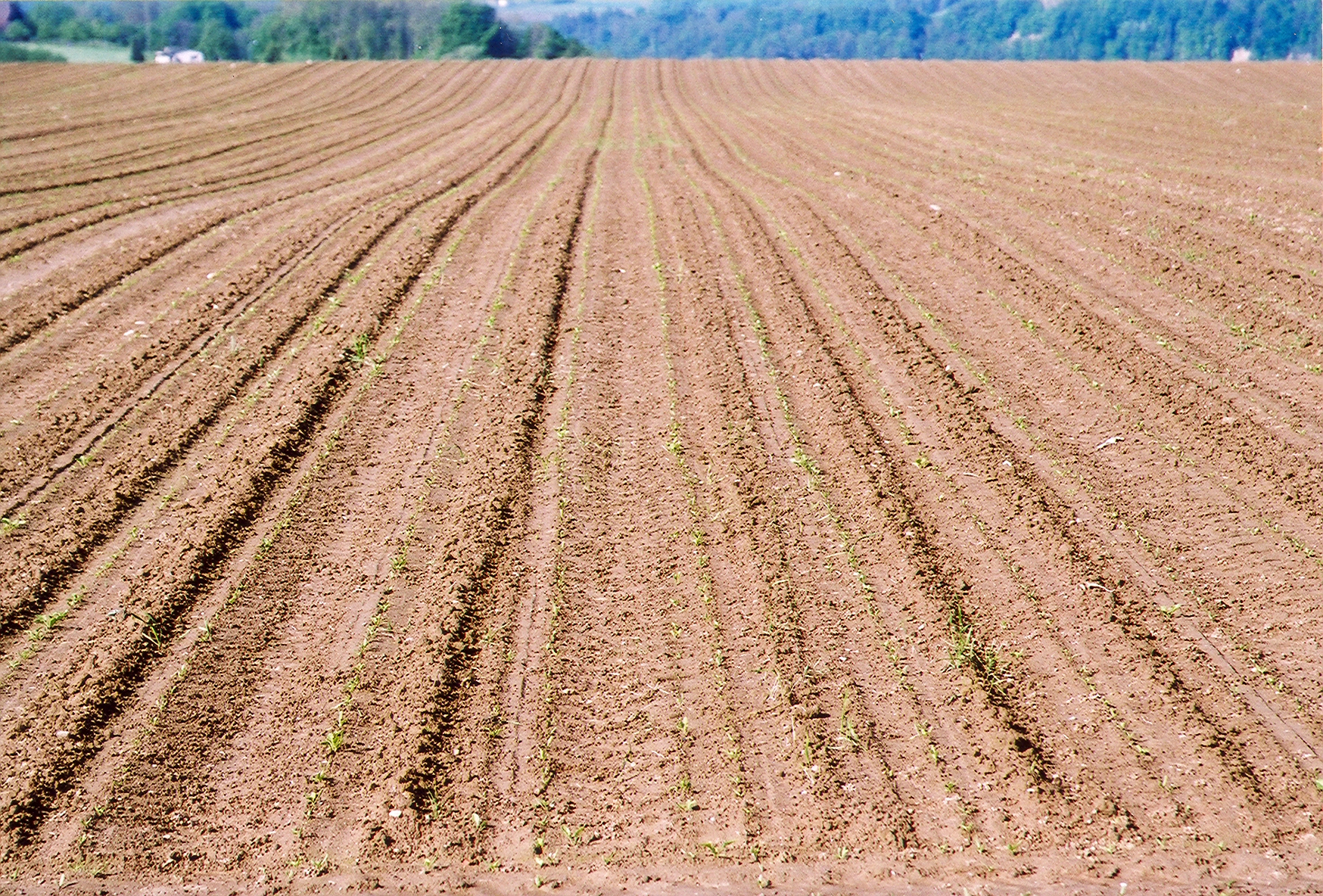
Auf abgeerneten Zuckerrübenfeldern steigt das Risiko der Bodenerosion
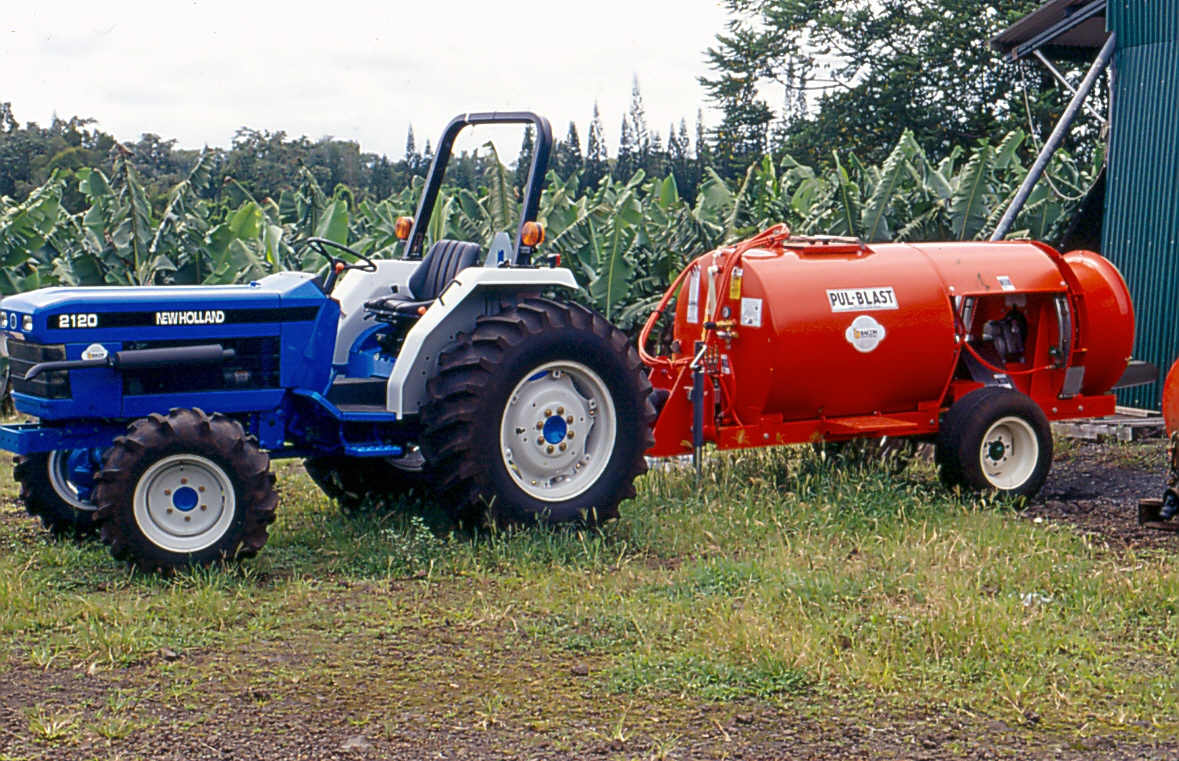
Pestizideinsatz in einer Bananenplantage
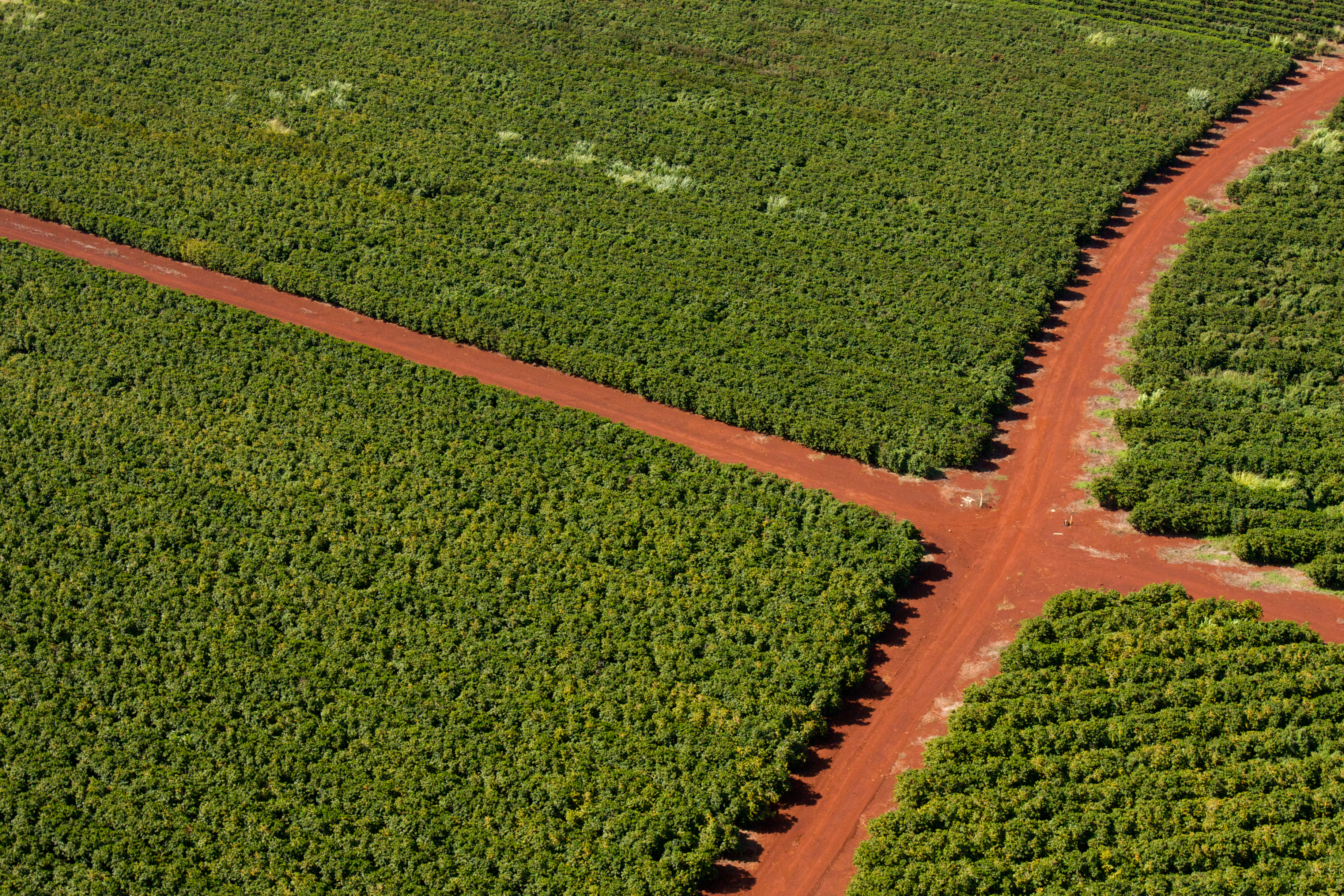
Blick auf eine Kaffeemonokultur, Hawaii, 2008